# 朱皓
朱 皓（しゅ こう、生没年不詳）は、中国後漢末期の人物。字は文明、または文淵。父は朱儁。兄は朱符。
彼についての記録はあまり残されていないが、『三国志』蜀志諸葛亮伝や、『献帝春秋』にその名がみえる。それによれば、『蜀志』諸葛亮伝と『献帝春秋』では内容が大きく異なる。

## 正史三国志の記述
この時代に置いては、どこかの太守が空席になると、自分の息のかかった者を派遣して版図を広げるのが当たり前であった。袁術が諸葛玄を新任の豫章太守として派遣したが、朝廷は太守に朱皓を派遣し諸葛玄と交代させようとした。諸葛玄が劉表を頼って荊州に逃れたため、朱皓は無事に太守の地位に就いた。しかし最後は笮融に殺されてしまった。その後、交州刺史であった兄は、劉彦を派遣して笮融を弟の仇討ちとして殺そうとしたが、荊州内部が劉彦を疑って通してくれなかった。そのため今度は牟氏を説得して派遣しようとしたが、その頃ちょうど牟氏の母が死んだので、実現しなかったという。

## 献帝春秋の記述
朝廷は先に豫章城に入っていた諸葛玄を、朱皓と劉繇に攻撃するように命じた。双方に攻撃された諸葛玄が豫章城を放棄して西城に逃げたが、劉繇軍の笮融に扇動された西城の住民は反乱を起こして諸葛玄を殺し、その首を劉繇の下に届けた。その後、朱皓は無事に太守の地位に就いた。

## 小説による創作
陳舜臣の小説『諸葛孔明 上』（中央公論新社）の設定では、朱皓は諸葛玄が先に豫章城に入ったと知るや、劉繇に救援を求めている。劉繇は孫策と戦って敗れ、勢力を弱めていたため、許劭に救援して勢力を拡大すべしと進言されたことを受け、諸葛玄に向けて兵を発すことになる。知らせを受けた諸葛玄はいち早く西城に撤退している。劉繇陣営に属していた笮融は主君殺しで知られており、先に豫章城に入城した朱皓を、自分を厚くもてなしてくれたにもかかわらず、殺してしまうのである。